# Ретунский, Владимир Николаевич
Влади́мир Никола́евич Рету́нский (род. 4 февраля 1950, Поворино, Воронежская область, РСФСР, СССР) — советский и российский серийный убийца и насильник, совершивший в 1990—1996 годах 8 доказанных убийств и изнасилований девушек на территории Воронежской и Волгоградской областей, в основном в Поворинском районе Воронежской области.
В 1997 году задержан, на следствии дал признательные показания и указал места захоронения жертв. В 1999 году приговорён к смертной казни через расстрел. На момент вынесения смертного приговора в России уже действовал мораторий, поэтому в том же году Верховный суд заменил приговор Ретунскому на 15 лет лишения свободы, что являлось максимальным наказанием помимо смертной казни по УК РСФСР 1960 года, действовавшему в период совершения убийств. Назначить пожизненное наказание Ретунскому не могли, поскольку он совершил преступления до принятия нового УК. В 2012 году освобождён из мест лишения свободы; вскоре осуждён за кражу, в 2015 году вновь освобождён.
Впоследствии отказался от первоначальных признаний и отрицал свою причастность к серийным убийствам и изнасилованиям, признав за собой лишь два случая смерти людей, якобы допущенных по неосторожности. Реальное число жертв маньяка может быть значительно больше: на следствии он признавался в десятках убийств.

## Биография

### Детство и юность
Родился в 1950 году в городе Поворино Воронежской области. Его отец был болен хроническим туберкулёзом, мать — раком. Воспитанием Владимира занималась его старшая сестра Александра. Когда Владимиру было 16 лет, его отец совершил самоубийство. В детстве будущий маньяк всеми способами избегал драк, боялся вида крови, физической боли и не мог за себя постоять.
В 1958—1966 годах Ретунский учился в 1-й школе города Поворино. В 1966—1967 годах — в поворинском ПТУ на слесаря. В 1968—1970 годах служил в погранвойсках на границе с Ираном. В 1973 году переехал из Поворино в Москву, устроился крановщиком на завод «Серп и молот».

### Первые преступления
В 1978 году Ретунский был приговорён Калининским районным народным судом Москвы к 5,5 годам лишения свободы за изнасилование (статья 117 УК РСФСР). Срок отбывал в колонии строгого режима в Панинском районе Воронежской области. В 1980 году за примерное поведение получил условно-досрочное освобождение и был отправлен на принудительные работы на «стройки народного хозяйства» на Север. Здесь он познакомился с продавщицей Людмилой Галиной, которая одна воспитывала сына, и женился на ней. Позже они вместе вернулись в Поворино.
В 1986 году Ретунский поссорился с мужем своей племянницы Николаем Журавлёвым: во время ссоры он нанёс Журавлёву 7 ножевых ранений, в результате которых последний скончался. По утверждению Ретунского, Журавлёв первым схватил нож и бросился на него. Во время следствия и суда родственники Ретунского дали показания в его пользу. Поворинский суд приговорил его к 3 годам лишения свободы за убийство по неосторожности (статья 106 УК РСФСР). В 1989 году он вышел на свободу, вернулся в Поворино, устроился на работу водителем в местной заготовительной конторе.
Несмотря на две судимости, в Поворино у Ретунского была положительная репутация: его считали примерным семьянином, искренне любящим жену, её сына и двух внуков-близнецов, знакомые даже называли его «подкаблучником».

### Убийства
14 июня 1990 года Ретунский ехал по Поворино на автомобиле Иж-2715. На перекрёстке улиц Транспортная и Жукова его машину остановила 20-летняя официантка кафе «Юбилейное» Екатерина Пастушкова. Ретунский согласился подвезти её, завёз в лесополосу, связал её, затащил в фургон машины, изнасиловал и задушил, затем закопал труп.
7 декабря 1990 года Ретунский ехал по Поворино на служебном ЗИЛ-130. Возле продовольственного магазина № 19 на улице Советской, где работала жена Ретунского, машину остановила знакомая ему 17-летняя ученица продавца Татьяна Глуховская. Ретунский привёз её на берег реки Свинцовка, связал и изнасиловал, после чего задушил, труп утопил в реке. Обезображенное тело девушки нашли только в апреле 1991 года.
4 июля 1991 года, проезжая по Поворино на служебном ЗИЛе, маньяк выследил 16-летнюю учащуюся поворинского ПТУ Римму Григорьеву. Воспользовавшись отсутствием взрослых, он напал на девушку в её собственном доме, связал её, изнасиловал и задушил верёвкой. Затем вывез тело девушки на берег Свинцовки, ударил его ножом, отрезал груди, вспорол живот и утопил в реке. Обезображенное тело девушки обнаружили местные рыбаки.
19 мая 1995 года Ретунский отправился на служебном ЗИЛе в село Байчурово. По дороге он заметил 14-летних школьниц Людмилу Фёдорову и Ольгу Подзорову, ехавших на велосипедах в село Самодуровка, и предложил подвезти их. Маньяк завёз девочек в лесной массив «Отрог», связал их, изнасиловал и задушил. Трупы бросил в яму и засыпал листвой. На месте убийства бросил велосипеды девочек. Их тела были найдены 21 мая.
24 мая 1996 года Ретунский поехал на собственных «Жигулях» в посёлок Новониколаевский в Волгоградской области. В Новониколаевском он предложил 23-летней учительнице Оксане Юриной, проживавшей на хуторе Двойновский, подвезти её. По дороге маньяк связал девушку, завёз в лес, изнасиловал и задушил верёвкой, затем закопал тело.
17 июля 1996 года Ретунский вновь поехал на собственных «Жигулях» в Новониколаевский. На окраине посёлка он подобрал 21-летнюю студентку Московского строительного техникума Ольгу Ивакину, проживавшую на хуторе Дуплятский. Маньяк связал её, завёз в тот же лес, где убил Оксану Юрину, изнасиловал и задушил верёвкой, тело закопал.
6 ноября 1996 года Ретунский на служебном ЗИЛе возвращался из посёлка Анна в Поворино. Возле посёлка Грибановский машину остановила 18-летняя студентка Оксана Реднева и попросила довезти её в Новохопёрский район. Проехав полкилометра, маньяк связал девушку, изнасиловал, придушил верёвкой, перетащил в лесополосу, где зарезал. Тело девушки было найдено 12 ноября.

### Расследование
После обнаружения тел Татьяны Глуховской и Риммы Григорьевой в Поворино заговорили о маньяке. Но только в конце 1996 года все дела об исчезновениях и убийствах девушек объединили в одно. На помощь поворинской милиции была направлена оперативно-следственная группа из Воронежа.
По найденному на месте преступлений биологическому материалу была установлена группа крови маньяка.
Психиатр Александр Седнев составил психологический портрет маньяка: крепкий мужчина с приятной внешностью, умеет знакомиться и располагать к себе женщин; ездит на грузовике, так как смог похитить двух девочек с велосипедами; действует там, где живёт или работает; жертвы ему нужны, чтобы чувствовать себя хозяином над ними, наслаждаться их беспомощностью; убивает не только с целью скрыть изнасилование, но и ради самого убийства; обезображивает тела убитых для садистского удовлетворения; ювелирные украшения крадёт «на память», а не только ради корысти; возможно, ранее судимый; в семье, вероятно, доминирует мать или жена (этот психологический портрет полностью совпал с личностью Владимира Ретунского).

### Арест, следствие и суд
После нескольких месяцев расследования выяснилось, что пропавшая Ольга Ивакина привезла из Москвы щенка ротвейлера. В те годы в провинциальных районах на границе Воронежской и Волгоградской областей собаки данной породы были редкостью. При опросе жителей населённых пунктов в местах совершения преступлений, поступила информация, что собаку данной породы видели у Евгения Галина — пасынка Владимира Ретунского, проживавшего вместе с ним и также работавшего в Поворинской заготовительной конторе. В феврале 1997 года Евгений Галин был задержан. На допросе он признался, что щенка ему подарил отчим. Узнав о задержании пасынка, Ретунский признался в убийствах и 15 февраля был арестован. После его ареста исчезновения девушек в Поворинском и соседних районах Воронежской и Волгоградской областей прекратились.
При обыске в доме Ретунского была обнаружена коллекция видеокассет с порнофильмами, несколько тетрадей со стихами о любви его сочинения, а также ювелирные украшения и вещи убитых девушек. При осмотре его служебного ЗИЛ-130 было установлено, что с правой двери свинчена ручка, которой можно было бы открыть дверь изнутри (таким образом, жертва маньяка оказывалась в ловушке), в кабине машины также были найдены вещи убитых
Во время следственных экспериментов Ретунский показал места захоронения тел Екатерины Пастушковой, Оксаны Юриной и Ольги Ивакиной. Кроме того, маньяк указал заранее заготовленные «могилы» для будущих жертв. Также он признался в двух убийствах, совершённых в Поворинском районе летом 1994 года, но из-за недостатка улик их не включили в уголовное дело. Позже Ретунский отказался от своих показаний, признавая только два эпизода в Волгоградской области, объясняя смерть девушек несчастным случаем.
Следствие по делу Владимира Ретунского продолжалось год. Удалось доказать 8 убийств, сопряжённых с изнасилованиями, совершённых в 1990—1991 и 1995—1996 годах. В воронежских правоохранительных органах и СМИ считали, что жертв маньяка было больше, как минимум 11—12. В феврале 1999 года материалы дела были переданы в суд.
Ещё полгода в Воронежской областной психиатрической больнице Ретунского обследовала комиссия под председательством профессора Михаила Буркова, признавшая его вменяемым.
Находясь под арестом в Воронежском СИЗО, Ретунский пытался совершить самоубийство или сымитировать его, воткнув себе в ухо 10-сантиметровый гвоздь.
Судебный процесс проходил в Поворино. Были предприняты исключительные меры безопасности: во избежания самосуда преступника вводили в зал суда под усиленным конвоем, он был отгорожен от публики цепью милиционеров. 6 мая 1999 года выездная сессия Воронежского областного суда признала Владимира Ретунского виновным и приговорила к высшей мере наказания — смертной казни через расстрел.
Маньяка судили по УК РСФСР, который действовал на момент совершения им преступлений. Но одновременно на момент вынесения приговора в стране был объявлен мораторий на смертную казнь. В декабре 1999 года Верховный суд России заменил Ретунскому приговор на 15 лет лишения свободы в колонии строгого режима — максимальное наказание после смертной казни, предусмотренное УК РСФСР. Два года были поглощены сроком пребывания под следствием.

### Дальнейшая судьба
Ретунский отбывал наказание во Владимирском централе, а затем в борисоглебской ИК-9 в Воронежской области. Освобождён 14 февраля 2012 года. Вернулся в Поворинский район, поселился у старшей сестры в селе Пески. Был поставлен на учёт в полиции сроком на 6 лет: ему было запрещено находиться вне жилого помещения с 22.00 до 06.00, посещать увеселительные заведения и пересекать границу Поворинского района. В управлении Следственного комитета по Воронежской области было объявлено, что родственников жертв маньяка возьмут под государственную защиту.
В июле 2012 года Ретунский вновь был арестован за кражу у соседки 1,5 тысяч рублей и приговорён к 5 годам лишения свободы. Наказание отбывал в семилукской колонии в Воронежской области. 22 июля 2015 года получил условно-досрочное освобождение.
17 сентября 2015 года на телеканале НТВ вышел выпуск программы «Говорим и показываем» с участием Ретунского, а также бабушки и тёти убитой Людмилы Фёдоровой, матери Ольги Подзоровой и отца предполагаемой жертвы Марии Соиной. Ретунский категорически отрицал свою вину.

## Вопрос о невиновных. Нераскрытые убийства
После обнаружения в реке Свинцовка тел Татьяны Глуховской и Риммы Григорьевой в 1991 году в Поворино были арестованы четверо молодых людей. Вскоре они признались в убийствах, но затем отказались от своих показаний, заявив, что в милиции к ним применяли пытки. В прокуратуре Воронежской области противозаконных методов в действиях поворинских милиционеров не обнаружили. В марте 1992 года уголовное дело было передано в Воронежский областной суд, но после нескольких заседаний его возвратили в прокуратуру на дополнительное расследование «в связи с недоказанностью вины» подозреваемых. В 1993 году уголовное дело было прекращено, арестованных освободили.
До сих пор остаётся неясной ситуация с произошедшими в Поворинском районе убийствами Марии Митиной и Илоны Петашко летом 1994 года. В двадцатых числах июня (в материалах уголовного дела — 23 июня) пропала жительница Поворино Мария Митина. 9 августа её тело было обнаружено в лесопосадке около посёлка Моховое. 4 августа пропала 16-летняя Илона Петашко, приехавшая в Поворино к родственникам. Вечером того же дня брат девушки нашёл в районе Хопёрского железнодорожного моста вещи и велосипед девушки. 24 августа её тело обнаружено в лесном массиве «Отрог». В обоих эпизодах экспертиза не смогла установить факт изнасилования и причину смерти.
В конце августа 1994 года по подозрению в убийстве Илоны Петашко был арестован 21-летний житель Поворино Михаил Гарибов, ранее судимый за изнасилование (в 1993 году получил условно-досрочное освобождение). Парень и подруга убитой девушки показали, что 30 июля Гарибов познакомился с ней на дискотеке в клубе, а 31 июля приставал к ней в саду Дома пионеров. Неподалёку от места преступления были обнаружены следы шин легкового автомобиля и след от обуви с ребристой подошвой, похожую нашли в доме Гарибова. Следствие выдвинуло версию: Гарибов, проезжая на отцовском «Москвиче», встретил Илону Петашко на пляже около Хопёрского железнодорожного моста, затащил её в машину, отвёз в сторону местечка «Козий пляж», пытался изнасиловать и убил, после чего вывез тело в лесной массив «Отрог».
После ареста Михаил Гарибов признался в покушении на изнасилование и убийстве Илоны Петашко, а затем и в убийстве Марии Митиной (Во время следствия была выдвинута версия: Гарибов подвозил Митину на отцовском «Москвиче», выпил с ней, поссорился и задушил). Но в конце сентября 1994 года Гарибов отказался от своих показаний, заявив, что в милиции его избивали, Марию Митину он никогда не видел, а в день убийства Илоны Петашко был на рыбалке. Областная прокуратура организовала проверку действий поворинской милиции, но ничего криминального в них не нашла. Обвинение в убийстве Марии Митиной было снято с Гарибова «за недоказанностью» (В день исчезновения женщины «Москвич» отца Гарибова, на котором он мог подвозить её, был в ремонте). В апреле 1995 года Воронежский областной суд признал Михаила Гарибова виновным в убийстве Илоны Петашко и приговорил к 14 годам лишения свободы.
Владимир Ретунский во время следствия признался в изнасилованиях и убийствах Марии Митиной и Илоны Петашко, подробно рассказав об обоих преступлениях. Но оба убийства лета 1994 года не были включены в уголовное дело маньяка в связи «с отсутствием доказательств». В день исчезновения Марии Митиной у Ретунского было алиби: документы о командировке в Семилуки, чек с заправки в другом конце области на время, когда по документам пропала женщина. Существует версия, что в деле об убийстве Марии Митиной неверно указан день её исчезновения.
Михаил Гарибов освободился из колонии в 2008 году и вернулся в Поворино. В следующем году он был арестован и осуждён за изнасилование. После освобождения был арестован в 2015 году в Калининграде и осуждён за изнасилование в четвёртый раз.

## В массовой культуре
- Документальный фильм «Родная кровь» из цикла «Цена любви» (2004)
- Документальный фильм «Живая улика» из цикла «Вне закона» (2006)
- Выпуск «Маньяк освободился» телепередачи «Говорим и показываем» (2015)
- Маньяк Среди Нас | The Люди (2018)